# عمدة مدينة نيويورك
عمدة مدينة نيويورك (بالإنجليزية: Mayor of New York City)‏ هو رئيس السلطة التنفيذية للحكومة في مدينة نيويورك. يدير هذا المكتب جميع خدمات المدينة من الممتلكات العامة والشرطة والحماية المدنية، ومعظم المؤسسات العامة في هذه المدينة، ويفرض كل قوانين المدينة والولاية والحكومة الاتحادية في مدينة نيويورك.
الميزانية التي يشرف عليها مكتب رئيس البلدية هي أكبر ميزانية بلدية في الولايات المتحدة حيث تصل إلى 100.7 مليار دولار في السنة المالية 2021. توظف هذه المدينة 325,000 من الناس، وتنفق نحو 21 مليار دولار لتثقيف أكثر من 1.1 مليون طالب وطالبة (أكبر نظام المدارس العامة في الولايات المتحدة)، تجني أكثر من 27 مليار دولار من الضرائب، وتتلقى 14 مليار دولار من حكومات الولايات والحكومة الفدرالية.
يقع مكتب رئيس البلدية في قاعة مدينة نيويورك؛ لها ولاية قضائية على جميع الأقسام الإدارية الخمسة لمدينة نيويورك: مانهاتن وبروكلين وبرونكس وجزيرة ستاتن وكوينز. رئيس البلدية يعين عددًا كبيرًا من المسؤولين، بمن فيهم أعضاء اللجنة الذين يترأسون إدارات المدينة، ونائب رئيس بلدية. للبلدية قانون يسيرها يتكون من 43 بندًا وهو القانون الأساسي لمدينة نيويورك. وفقًا للقانون الحالي، يقتصر عهدة العمدة على فترتين متتاليتين مدتهمًا أربع سنوات. تم تغييره منذ فترتين إلى ثلاث عهدات في 23 أكتوبر عام 2008، عندما صوت مجلس مدينة نيويورك 29-22 لصالح تمرير تمديد الحد مصطلح في القانون. ومع ذلك، في عام 2010، في استفتاء بالعودة إلى فترتين باغلبية كاسحة.

## العمدة الحالي
رئيس البلدية الحالي هو من الحزب الديمقراطي إريك آدامز وتم إنتخابه ليشغل المنصب في الثاني من نوفمبر 2021.

## النواب
قد يقوم عمدة مدينة نيويورك بتعيين العديد من نواب رؤساء البلديات للمساعدة في الإشراف على المكاتب الرئيسية داخل الفرع التنفيذي لحكومة المدينة. لم يتم تحديد الصلاحيات والواجبات، وحتى عدد نواب رؤساء البلديات، في ميثاق المدينة.
تم إنشاء هذا المنصب بواسطة Fiorello La Guardia (الذي عين Grover Whalen نائبًا لرئيس البلدية) للتعامل مع الأحداث الاحتفالية التي كان رئيس البلدية مشغولًا جدًا بحضورها. ومنذ ذلك الحين، تم تعيين نواب رؤساء البلديات مع تحديد مجالات مسؤوليتهم من قبل رئيس البلدية المعين. يوجد حاليًا خمسة نواب رؤساء بلديات، وجميعهم يتبعون رئيس البلدية مباشرة. غالبية مفوضي الوكالات ورؤساء الأقسام يتبعون أحد نواب العمدة، مما يمنح الدور قدرًا كبيرًا من السلطة داخل إدارة البلدية.
لا يحق لنواب رؤساء البلديات تولي منصب رئاسة البلدية في حالة خلو المنصب أو عدم أهليته. (ترتيب الخلافة هو المحامي العام لمدينة نيويورك، ثم المراقب المالي لمدينة نيويورك.

### نواب رؤساء البلديات الحاليين
- لورين جريللو، النائب الأول لرئيس البلدية: يقدم المشورة لرئيس البلدية بشأن المسائل الإدارية والتشغيلية والسياساتية على مستوى المدينة.
- ماريا توريس سبرينغر، نائبة العمدة لشؤون الإسكان والتنمية الإقتصادية: تشرف وتنسق عمليات مؤسسة التنمية الإقتصادية، ووزارة النقل، وإدارة المباني، وإدارة تخطيط المدن، وإدارة الحفاظ على الإسكان وتطويره، ومؤسسة تطوير الإسكان بمدينة نيويورك والوكالات ذات الصلة.
- آن ويليامز إيسوم، نائبة العمدة للصحة والخدمات الإنسانية: تشرف وتنسق عمليات إدارة الموارد البشرية، وإدارة خدمات المشردين، وإدارة خدمات الأطفال، ومستشفيات مدينة نيويورك، والوكالات ذات الصلة.
- ميرا جوشي، نائبة العمدة للعمليات
- شينا رايت، نائبة العمدة للمبادرات الإستراتيجية.[6]
- فيل بانكس، نائب العمدة لشؤون السلامة العامة.[7]